# Campeonato Europeu de Atletismo em Pista Coberta de 2015 - Salto com vara feminino
A prova do salto com vara feminino  do Campeonato Europeu de Atletismo em Pista Coberta de 2015 foi disputada entre os dias 6 e 8 de março de 2015 no O2 Arena em Praga, República Checa. 

## Recordes
Antes desta competição, os recordes mundiais e do campeonato nesta prova eram os seguintes:
|                       | Nome              | Nacionalidade | Altura  | Local     | Data                    |
| --------------------- | ----------------- | ------------- | ------- | --------- | ----------------------- |
| Recorde mundial       | Yelena Isinbayeva | Rússia        | 5m 01cm | Estocolmo | 23 de fevereiro de 2012 |
| Recorde do campeonato | Yelena Isinbayeva | Rússia        | 4m 90cm | Madri     | 6 de março de 2005      |
| Recorde europeu       | Yelena Isinbayeva | Rússia        | 5m 01cm | Estocolmo | 23 de fevereiro de 2012 |

## Medalhistas
| Ouro                     | Prata                     | Bronze                   |
| Anzhelika Sidorova (RUS) | Ekaterini Stefanidi (GRE) | Angelica Bengtsson (SWE) |

## Cronograma
Todos os horários são locais (UTC+2).
| Data       | Hora  | Evento       |
| ---------- | ----- | ------------ |
| 6 de março | 16:15 | Qualificação |
| 8 de março | 16:05 | Final        |

## Resultados

### Qualificação
Qualificação: 4,60m (Q) ou os 8 melhores qualificados (q).
| Posição | Atleta                 | Nacionalidade | 4.10 | 4.30 | 4.45 | 4.55 | 4.60 | Resultados | Notas                |
| ------- | ---------------------- | ------------- | ---- | ---- | ---- | ---- | ---- | ---------- | -------------------- |
| 1       | Anzhelika Sidorova     | Rússia        | –    | –    | o    | o    | o    | 4.60       | Q                    |
| 1       | Ekaterini Stefanidi    | Grécia        | –    | o    | o    | o    | o    | 4.60       | Q                    |
| 3       | Nikolia Kiriakopoulou  | Grécia        | –    | –    | o    | xo   | o    | 4.60       | Q                    |
| 3       | Angelina Zhuk-Krasnova | Rússia        | –    | –    | xo   | o    | o    | 4.60       | Q                    |
| 5       | Marion Fiack           | França        | –    | o    | o    | xxo  | o    | 4.60       | Q                    |
| 6       | Katharina Bauer        | Alemanha      | –    | o    | o    | o    | xo   | 4.60       | Q, =                 |
| 7       | Angelica Bengtsson     | Suécia        | –    | xo   | o    | xo   | xo   | 4.60       | Q                    |
| 8       | Lisa Ryzih             | Alemanha      | –    | –    | o    | o    | xxx  | 4.55       | q                    |
| 9       | Michaela Meijer        | Suécia        | o    | xo   | o    | o    | xxx  | 4.55       | Recorde pessoal      |
| 10      | Tina Šutej             | Eslovênia     | –    | xo   | o    | xxo  | xxx  | 4.55       | Recorde da temporada |
| 11      | Nicole Büchler         | Suíça         | –    | o    | o    | xxx  |      | 4.45       |                      |
| 11      | Martina Strutz         | Alemanha      | –    | o    | o    | xxx  |      | 4.45       |                      |
| 13      | Malin Dahlström        | Suécia        | xo   | o    | o    | xxx  |      | 4.45       | Recorde da temporada |
| 14      | Jiřina Ptáčníková      | Chéquia       | –    | xxo  | xo   | xx–  | x    | 4.45       |                      |
| 15      | Kira Grünberg          | Áustria       | –    | o    | xxo  | xxx  |      | 4.45       | Recorde nacional     |
| 16      | Romana Maláčová        | Chéquia       | o    | o    | xxx  |      |      | 4.30       |                      |
| 16      | Femke Pluim            | Países Baixos | o    | o    | xxx  |      |      | 4.30       |                      |
| 16      | Anastasiya Savchenko   | Rússia        | –    | o    | xxx  |      |      | 4.30       |                      |
| 19      | Minna Nikkanen         | Finlândia     | o    | xo   | xxx  |      |      | 4.30       |                      |
| 20      | Gina Reuland           | Luxemburgo    | xo   | xxo  | xxx  |      |      | 4.30       | Recorde nacional     |
| 21      | Angelica Moser         | Suíça         | o    | xxx  |      |      |      | 4.10       |                      |
| 22      | Aneta Morysková        | Chéquia       | xo   | xxx  |      |      |      | 4.10       |                      |
| 23      | Wilma Murto            | Finlândia     |      |      |      |      |      | DNS        |                      |

### Final
A final foi realizada às 17:00 no dia 7 de março de 2015.  
| Posição           | Atleta                 | Nacionalidade | 4.40 | 4.50 | 4.60 | 4.70 | 4.75 | 4.80 | 4.85 | Resultados | Notas            |
| ----------------- | ---------------------- | ------------- | ---- | ---- | ---- | ---- | ---- | ---- | ---- | ---------- | ---------------- |
| Medalha de ouro   | Anzhelika Sidorova     | Rússia        | –    | o    | o    | o    | o    | o    | xxx  | 4.80       | Recorde pessoal  |
| Medalha de prata  | Ekaterini Stefanidi    | Grécia        | o    | –    | xo   | o    | o    | –    | xxx  | 4.75       |                  |
| Medalha de bronze | Angelica Bengtsson     | Suécia        | o    | xo   | o    | o    | xxx  |      |      | 4.70       | Recorde nacional |
| 4                 | Angelina Zhuk-Krasnova | Rússia        | o    | –    | xxo  | xx–  | x    |      |      | 4.60       |                  |
| 5                 | Marion Fiack           | França        | o    | o    | xxx  |      |      |      |      | 4.50       |                  |
| 5                 | Nikolia Kiriakopoulou  | Grécia        | –    | o    | xxx  |      |      |      |      | 4.50       |                  |
| 6                 | Katharina Bauer        | Alemanha      | xxx  |      |      |      |      |      |      | NM}}       |                  |
| 7                 | Lisa Ryzih             | Alemanha      |      |      |      |      |      |      |      | DNS        |                  |

Legenda
| Recorde mundial       | Recorde mundial (World record)               |                       | Recorde africano                      | Recorde africano (African) |                                           | Q | Classificado por posição (Qualified) |
| Recorde do campeonato | Recorde do campeonato (Championship record)  | Recorde da América    | Recorde da América (Americas)         | q                          | Classificado por melhor tempo (Qualified) |   |                                      |
| Melhor marca do ano   | Melhor marca do ano (World leading)          | Recorde asiático      | Recorde asiático (Asian)              | DNS                        | Não largou (Did not start)                |   |                                      |
| Recorde nacional      | Recorde nacional (National record)           | Recorde europeu       | Recorde europeu (European)            | DNF                        | Não terminou (Did not finish)             |   |                                      |
| Recorde pessoal       | Recorde pessoal do atleta (Personal best)    | Recorde da Oceania    | Recorde da Oceania (Oceania)          | DSQ / DQ                   | Desclassificado (Disqualified)            |   |                                      |
| Recorde da temporada  | Recorde da temporada do atleta (Season best) | Recorde sul-americano | Recorde sul-americano (South America) | NM                         | Sem marca (No mark)                       |   |                                      |